# Microregione di Jacarezinho
Jacarezinho è una microregione del Paraná in Brasile, appartenente alla mesoregione di Norte Pioneiro Paranaense.

## Comuni
È suddivisa in 6 comuni:
- Barra do Jacaré
- Cambará
- Jacarezinho
- Jundiaí do Sul
- Ribeirão Claro
- Santo Antônio da Platina